# كروبنتسل
كروبنتسل هي بلدية في ألمانيا، تقع في منطقة فورستنفلدبروك، بلغ عدد سكانها 17,504  نسمة وذلك حسب إحصائيات سنة 1987، تبلغ مساحتها 6.36 كيلومتر مربع، رمزها البريدي هو 82194.

## الموقع
تشترك في الحدود مع:
- Olching [الإنجليزية]‏.

## مدن توأم
المدن التوأم:
- Pilisvörösvár [الإنجليزية]‏
- كارشز.